# 吉岡さくら
吉岡 さくら（よしおか さくら、1987年5月25日 - ）は、日本の女性声優、ナレーター、司会者。埼玉県出身。81プロデュース所属。

## 経歴
日本工学院専門学校の俳優声優科に在籍する傍らで、2007年10月5日から2008年4月6日まで、超!A&G+の生放送ラジオ番組「吉岡さくらの超ラジ!Rookie」を約半年間担当。2008年3月に開催された東京国際アニメフェア2008では、日本工学院ブースの司会を勤める傍ら、3月30日には、文化放送ブースの「超ラジ!Rookie解散式」にも出演した。2008年3月、日本工学院専門学校の俳優声優科を修了。
2010年4月、81プロデュースのジュニア所属となる。

## 人物
自称「天然炸裂系胸キュン乙女」。
超ラジ!収穫祭内のコーナー「パンくい強調」において、パンが吊られている竿ごともっていくという荒業を披露。見事、Rookieリーダーとなる。さらに「超ラジ!Rookie解散式」内のコーナー「超ラジ!Rookieリーター決定戦」でリーダーの座を奪われそうになるも、4名中唯一替え歌を披露。会場に集まったファンから最も多くの支持を受け、名実ともに2期リーダーとなった。このとき、裏面に「カンペ」と書かれたカンニングペーパーを見ながら歌っていたが、少し噛んでしまった。「吉岡さくらの超ラジ!Rookie」最終回でリベンジ歌唱を果たした。また、カンニングペーパーは、最終回のリスナープレゼントとなった。
趣味・特技はマッサージ。

## 出演

### テレビアニメ
2010年
- 会長はメイド様!（女子D）
- 極上!!めちゃモテ委員長 セカンドコレクション（2010年 - 2011年、女子、女子剣道部員、友達、女生徒、女子）
- 侵略!イカ娘（女の人）
- バクマン。シリーズ（2010年 - 2012年、女性、女子） - 2シリーズ
- パンティ&ストッキングwithガーターベルト（アナウンサー）
- メタルファイト ベイブレード 爆（女性キャスター）

2011年
- 世界一初恋2（女子）
- 戦国乙女〜桃色パラドックス〜（女の子A、僧侶D）
- プリティーリズム・オーロラドリーム（先生）
- 魔乳秘剣帖（助さん）

2012年
- 妖狐×僕SS（女性2）
- SKET DANCE（店員）
- 爆TECH!爆丸（観客B）

2013年
- ドラえもん（テレビ朝日版第2期）（女の子、子ども1）
- ビーストサーガ（子だぬき）

2016年
- とんかつDJアゲ太郎（細川志麻子）
- マギ シンドバッドの冒険（女）

### 劇場アニメ
- トワノクオン（2011年、オペレーター4）
- 映画 プリキュアオールスターズNewStage みらいのともだち（2012年、少女の母）
- ももへの手紙（2012年）

### OVA
- ショコラの魔法（2011年、麻衣）
- マジカル☆スター かのん100%（2013年、女の子）
- マギ シンドバッドの冒険（2014年、女） - 単行本第3巻OVA付き特別版

### ゲーム
- 戦国アスカZERO（2015年、島津義久、浅井長政、足軽）
- ファイナルファンタジーVII リメイク（2020年）

### BLCD
- おきざりの天使（2011年、小杉愛美、TVアナ）
- 課外授業（2011年、女子生徒B、女教師B、主婦B）
- フラッター（2012年、女性社員）
- 恋惑星へようこそ（2013年、女子生徒）
- 豪華客船で恋は始まる（2013年、女子大生）
- ばらのはなびら（2013年、妹）
- スメルズライクグリーンスピリット（2014年、夢野の母）

### 吹き替え

#### 映画
- ある会社員（ソ）
- 11ミリオン・ジョブ（ナンシー〈エマ・ロバーツ〉）
- インファナル・アフェアIII 終極無間（婦警）
- クリスマスキューピッド
- シェフ! 〜三ツ星レストランの舞台裏へようこそ〜（アマンディーヌ）
- ディノシャーク（女性）
- バレッド（マッケイ）
- ブラインド・フィアー（カップルの女性）
- ブローン・アパート（少年、看護師）
- マジック・マイク（ルビー）
- マニアック（ルーシー）
- UFO（マチルダ）
- ロンドンゾンビ紀行（エマ）

#### テレビドラマ
- iCarly（ジャニー）
- アンフォゲッタブル 完全記憶捜査
- ケネディ家の人びと（子供）
- ザ・ミドル 中流家族のフツーの幸せ（女性）
- 太陽を抱く月（女官2）
- ビクトリアス（カリー）
- リベンジ（児童福祉所所員、メイド）

#### アニメ
- きかんしゃトーマス（メイビス、ハット卿夫人、アニー、クララベル、ケイトリン、ブリジット・ハット、マドレーヌ 他）
  - きかんしゃトーマス ディーゼル10の逆襲
  - きかんしゃトーマス ブルーマウンテンの謎
  - きかんしゃトーマス キング・オブ・ザ・レイルウェイ トーマスと失われた王冠
  - きかんしゃトーマス 勇者とソドー島の怪物
  - きかんしゃトーマス トーマスのはじめて物語〜The Adventure Begins〜
  - きかんしゃトーマス 探せ!!謎の海賊船と失われた宝物
  - きかんしゃトーマス 走れ!世界のなかまたち
  - きかんしゃトーマス とびだせ!友情の大冒険
  - きかんしゃトーマス Go!Go!地球まるごとアドベンチャー
  - きかんしゃトーマス チャオ!とんでうたってディスカバリー!!
  - きかんしゃトーマス おいでよ!未来の発明ショー!
- 最強武将伝 三国演義（小間使い）
- 進め!?魔法のクリスタル探し隊
- モーターシティ（クレア）
- 勇者ソー 〜アスガルドの伝説〜 ※ディズニーXD版

### 特撮
- 仮面ライダーオーズ/OOO（2010年、シャムネコヤミーの声）

### ラジオ
- 明・めぐみのドリーム・ドリーム・パーティ
- 吉岡さくらの超ラジ!Rookie（パーソナリティ）
- A&G 超RADIO SHOW〜アニスパ!〜 Rookie2期5名とともにゲスト出演。

### 舞台
- 81PRODUCE Presents若手リーディング公演　声瞬-SEISHUN-[7]
  - この握りめし（富士子）
  - ラジオドラマのためのエチュード ひめゆりの塔（綾子）

### ナレーション
- 宝島社韓国語ムック
- スター生命研修用
- 日本電設工業教材VP
- ライオン「ルックまめピカ」店頭用VP

### その他コンテンツ
- 天装戦隊ゴセイジャー ショー（司会のお姉さん）
- 東京スカイアクセス開業記念 ドラゴンボール改キャラクターショー（司会のお姉さん）